# Château de Magrin
Le château de Magrin est château-fort établi sur la commune de Magrin, dans le département français du Tarn, en région Occitanie.
Le château abrite aujourd'hui un musée consacré au pastel. Il est en partie inscrit et classé au titre des monuments historiques par arrêté du 14 décembre 1979.

## Historique

### Origine
Bâti sur une hauteur de 330 mètres dominant la vallée de l'Agout et les coteaux du Lauragais, le site pourrait avoir été occupé par un oppidum gaulois, reconverti en castrum romain, puis remanié par les Wisigoths.

### La croisade des albigeois
La première trace écrite du château de Magrin remonte au 7 août 1224, durant la croisade des albigeois qui agite la région. Il dépend alors des terres de la seigneurie de Puylaurens. Le châtelain de Magrin se met sous la protection du comte de Toulouse, Raymond VII (IX). Il aurait alors pu soutenir l'insurrection cathare contre les croisés menés par Simon de Montfort, mais aucune preuve historique n'appuie cette thèse, contrairement à la plupart des châteaux de la région.
Le château de Magrin abriterait néanmoins trois souterrains de l'époque, et une tradition locale assure que l'un d'eux renfermerait le trésor des cathares.[réf. souhaitée]
En 1279, un acte notarial attribue sa propriété à la famille Brenguier de Puylaurens.

### XIVe–XVIIesiècles
Pendant la guerre de Cent Ans, une compagnie de routiers utilise le château comme base arrière pour mener ses raids de pillage dans les environs.
Les propriétaires du château se mettent bientôt à cultiver le pastel, qui devient un commerce florissant dans la région.
En 1502, il appartient à la famille Corneilhan. Lors des guerres de religion, ceux-ci se convertissent au protestantisme. En août 1585, le chef protestant et roi Henri III de Navarre (futur Henri IV) se rend à Castres, mais il est pris en embuscade par des ligueurs venus de Lavaur. Gaspard de Corneilhan, alors seigneur de Magrin, l'accueille et le protège dans sa demeure. Devenu roi de France, Henri IV protège alors les pasteliers, en interdisant l'indigo, principal concurrent du pastel.

### Du XVIIIe à aujourd'hui
Les traces écrites se font alors plus rares, mais il est probable qu'il ait été vendu comme bien national durant la Révolution. Il est partiellement incendié, comme quelques traces de feu en témoignent, mais il est ensuite consolidé, ce qui a permis de le maintenir en un bon état de conservation.
En 1971, il est acheté par M. Rufino, toujours propriétaire, qui le restaure de fond en comble, et le convertit en l'actuel musée du Pastel.

## Architecture
Le château de Magrin se compose de deux groupes de bâtiments.

### Partie médiévale
Le premier, en partie ruiné, date du Moyen Âge. Les fondations de cet édifice datent du Xe siècle, peut-être à l'emplacement même du castrum romain. L'enceinte rectangulaire était ceinte de remparts aujourd'hui arasés, ainsi que de fossés désormais comblés. Une tourelle d'angle et une tour ronde défendaient la courtine dominée par un donjon carré de 10 m de haut.

### Partie Renaissance
Le second bâtiment, plus récent, date de la Renaissance. Il a probablement été commandité par la famille Corneilhan, et prend pour base des bâtiments originels du Moyen Age, réhabilités et remaniés. Les ajouts du XVIIe siècle n'ont ensuite pas modifié le style général de la bâtisse.
L'entrée du bâtiment Renaissance est une porte à double battants à arcade en demi cercle, auquel on accède par un perron. Des demi-colonnes supportent un entablement sculpté. La porte est surmontée par une fenêtre à meneau au premier étage et une petite fenêtre double au second, toutes deux pareillement munies de demi colonnes. Ce type de décoration se retrouve dans les riches hôtels pasteliers de Toulouse (hôtel d'Assézat, hôtel de Bernuy...).

### Les jardins
Dans le jardin, des plants de pastel permettent au visiteur de reconnaître la plante en rosette aux fleurs jaunes. De l'indigo est aussi cultivé. Ce dernier a été le concurrent qui a fait disparaître l'industrie prospère et originale du pastel.

## Galerie

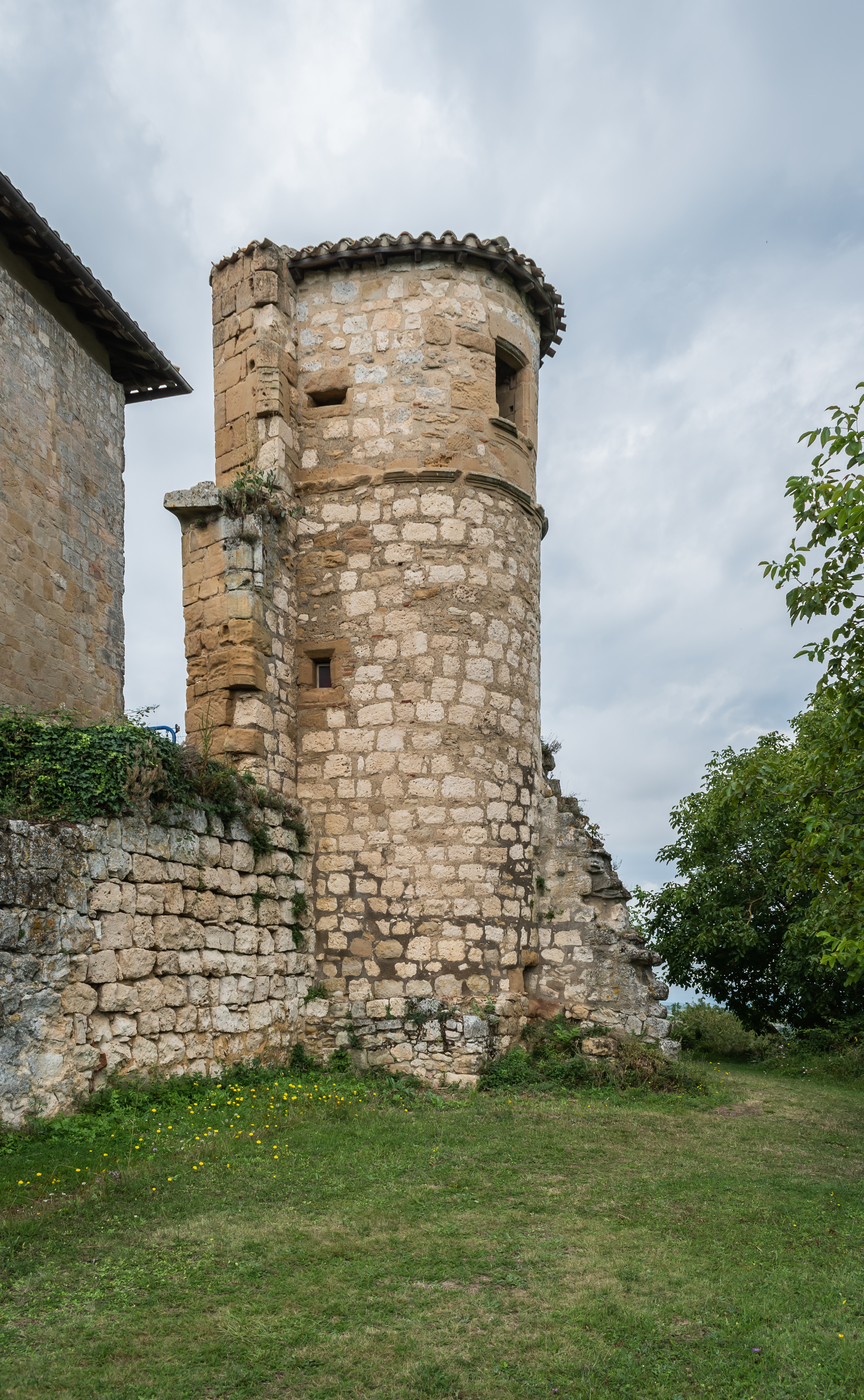
Tour en demi-cercle de la partie Médiévale, dite « tour cathare ».
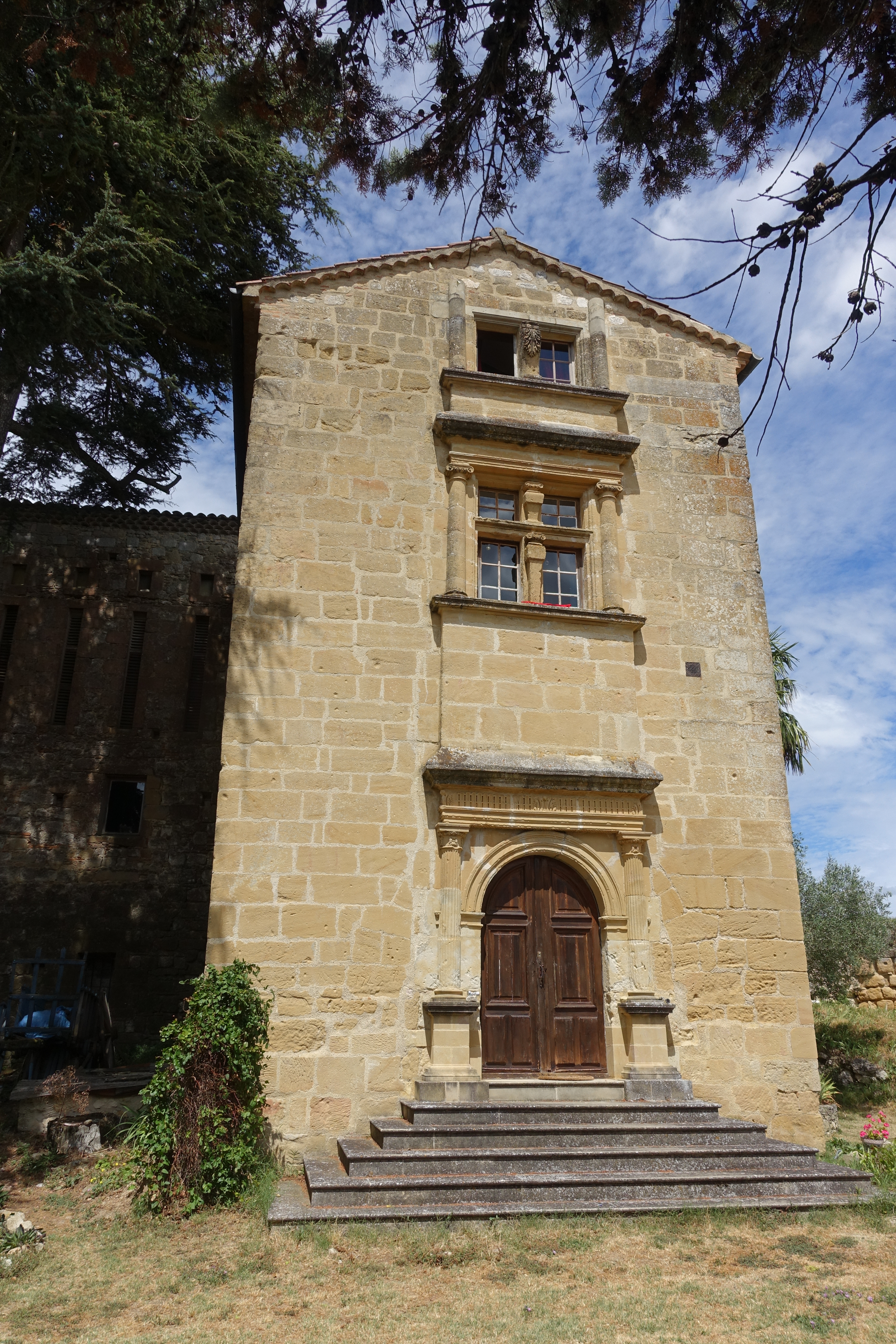
L'entrée de la partie Renaissance, avec sa fenêtre à meneaux et sa porte ornée.
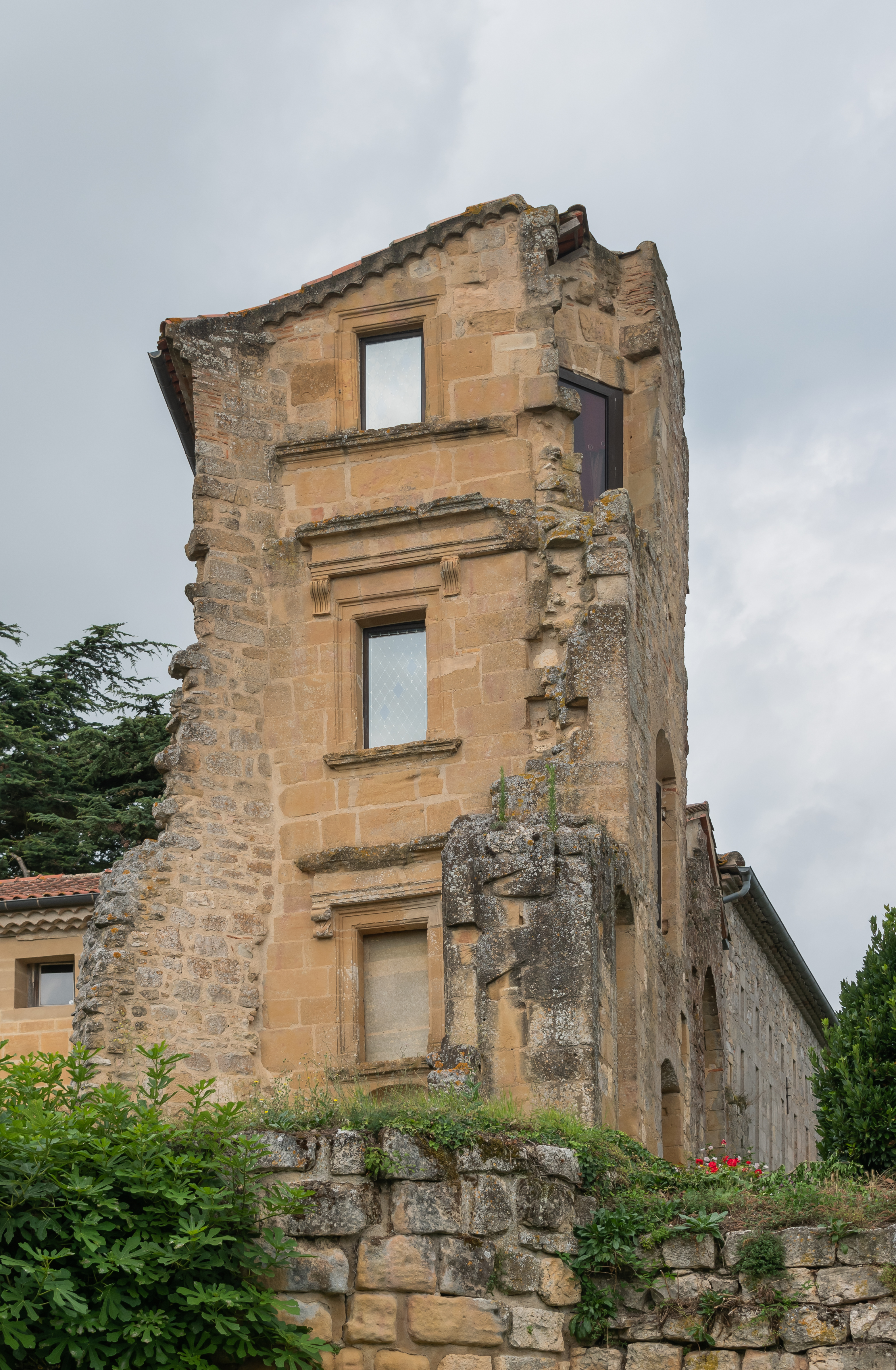
Vue d'un vestige de style Renaissance.

## Musée du pastel

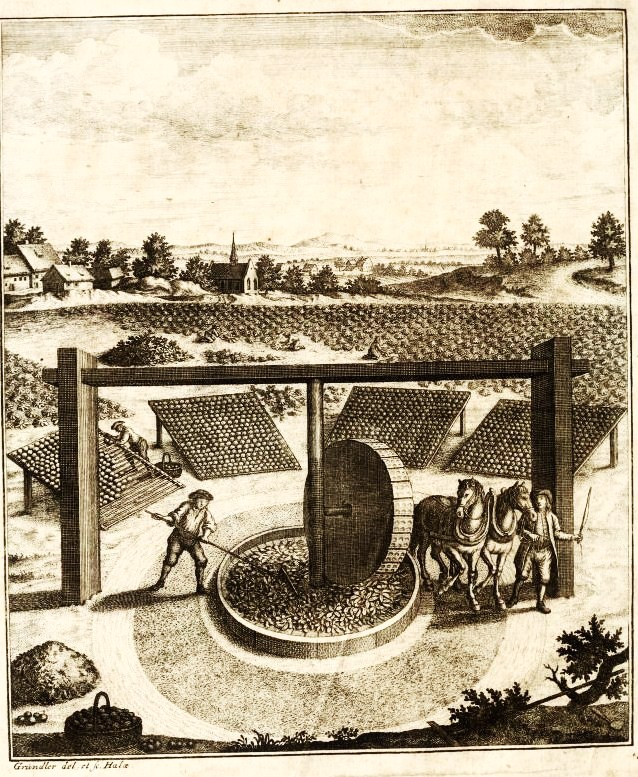
Moulin à pastel et boules en cours de séchage à l'arrière-plan.

### Moulin à pastel
Parmi les éléments conservés dans la partie Renaissance château, le moulin à pastel est en état remarquable, au vu de son âge. C'est en partie ce qui a motivé les propriétaires à ouvrir un musée. Le « moulin à sang », le dernier dans la région, était mue par la traction animale et un système d'engrenage développé, et est composé d'une roue de granit de deux tonnes.

### Rez-de-chaussée
On y trouve une exposition à l'année, illustrée de peintures, sur le Royaume wisigoth au VIe siècle, qui avait Toulouse pour capitale.

### Premier étage
Le premier étage et sa salle voûtée abritent une collection de documents d'époque, de tissus teints en bleu au pastel et d'outils anciens destinés à cet artisanat.

### Second étage et séchoir
Le séchoir est une pièce du château dédiée, au second étage. Il pouvait contenir jusqu'à 100 000 boules de pastel appelées cocagnes. Ce terme a donné pays de Cocagne, synonyme de région à la nature riche et généreuse.
De longues fentes dans les murs permettaient à l'air de circuler pour sécher les boulettes de pastel. Quatre des huit grilles de séchage ont été conservées. Une exposition de photos illustre la restauration récente du château.

### Combles
Sous les combles à charpente d'époque apparente, une salle de projection diffuse un film sur l'histoire du château et de la culture du pastel.

## Sources